# 戦時船舶管理令
戦時船舶管理令（せんじせんぱくかんりれい、旧字体：戰時船󠄂舶管理令、大正6年9月28日勅令第171号）は、第一次世界大戦最中の1917年（大正6年）9月28日に公布された緊急勅令。同年10月1日から施行された。
ドイツ帝国のUボートによる無制限潜水艦作戦に対して、日本の船舶に対する攻撃の防止と緊迫化に伴って予想される経済混乱を防止するための措置であった。
逓信大臣の許可なく日本の船舶による日本国外の港間の航路就航、外国人への船舶譲渡・貸借を禁じ、輸送する旅客・貨物の制限、運賃・傭船料の制限、必要に応じた船舶・造船所の徴用について逓信大臣が必要な措置が取れるというものであった。だが、実際には禁止規定のみが実施され、運賃の統制などの措置は行われなかったため、無制限潜水艦作戦を理由とした海運会社の一方的値上げによる船舶の運賃などが高騰し物価にも影響した。また、海運会社などは好景気に沸き多くの成金を生む一因となった。
なお、同令の期限は講和条約調印後の1年後とされており、ヴェルサイユ条約調印から1年が経過した1920年6月28日に失効した。